# シンフォニーモデルナ
シンフォニーモデルナ（SYMPHONY MODERNA）は、シーライン東京が運航するレストラン船。東京港日の出埠頭を拠点に運航されている。

## 船舶
1992年に「シンフォニー2」という名称で就航したが、1998年に「シンフォニーモデルナ」に改名された。1989年に就航したシンフォニー（現シンフォニークラシカ）の姉妹船であるが、前船と比較して、デッキが1層追加され、旅客定員は1.5倍の600名となり、総トン数も2倍以上に増加している。
「モデルナ」という船名は、英語で「近代的」を意味する"modern"から名付けられており、「古典的」を意味する初代シンフォニー「クラシカ」と対比させている。

## 船内設備
- 「エンペラー」（355m2） 正餐:180席/立食:280名
  - 日本のレストラン船のなかで最大級の旅客定員を誇る部屋。天井高は2.6mを確保し、グランドピアノも常設されている。
- 「フォーシーズン」（275m2） 正餐:120席
  - 2番目に大きな部屋で、グランドピアノも常設されている。
- 「ポロネーズ」（256m2） 正餐:80席/立食:120名
  - 船首側の景色を180度眺めることが出来る、広い窓が特徴の部屋。
- 「ファンタジー」（104m2） 正餐:50席/立食:70名 専用デッキ付き
- 「プレリュード」（94m2） 正餐:50席/立食:70名
- 「エロイカ」（38m2） 正餐:14席 専用デッキ付き